# Маргарит из Бриндизи
Маргарит из Бриндизи (итал. Margarito или Margaritone; ок. 1149 — 1197) — последний из великих адмиралов (ammiratus ammiratorum) Сицилийского королевства при Вильгельме II, Танкреде и Вильгельме III, командующий флотом во время войны с Византией (1185), во время подготовки к Третьему крестовому походу и в войне последних Отвилей с Генрихом VI.
Карьера Маргарита началась с банального пиратства. Но уже в 1185 году Маргарит стал адмиралом и правителем островов Кефалонии и Закинфа, в 1192 году — первым графом Мальты и Гозо.
В 1185 году Маргарит был (совместно с Танкредом ди Лечче) командующим флотом, участвовавшим во взятии Фессалоники и вошедшим в Мраморное море. В отличие от сухопутной армии, после победоносного наступления на Константинополь уничтоженной греками, сицилийский флот избежал поражения и вернулся на Сицилию. В том же году Маргарит был направлен Вильгельмом II к берегам Кипра, где нанёс значительный ущерб правителю острова Исааку Комнину.
В августе 1187 года Маргарит во главе флота из 60 кораблей прибыл к берегам Сирии и в течение двух лет патрулировал побережье, препятствуя Саладину в его попытках завоевать важные порты, остававшиеся в руках крестоносцев: Триполи, Латакию, Тир и Маркаб. В июле 1188 года внезапно прибыв в Триполи, Маргарит заставил Саладина снять осаду с Крак-де-Шевалье. За свои подвиги в борьбе с сарацинами, Маргарит был прозван крестоносцами новым Нептуном.
После смерти Вильгельма II (11 ноября 1189) Маргарит был вынужден вернуться на Сицилию, так как новый король Танкред был вынужден защищать своё королевство против внешнего врага — Генриха VI. В 1191 году Генрих VI осадил Неаполь, и Маргарит прибыл на защиту города. Маргарит рассеял союзный императору пизанский флот и разблокировал Неаполитанский залив. Вскоре Генрих VI, чья армия была изнурена эпидемией, покинул Южную Италию.
После смерти Танкреда в 1194 году Генрих VI вновь вторгся в Южную Италию, а с моря его поддерживал более мощный пизанско-генуэзский флот, усиленный 50 английскими галерами (последние составляли часть выкупа, заплаченного Ричардом Львиное Сердце за своё освобождение из плена). На этот раз Генрих VI, не встречая сопротивления, занял континентальную часть Сицилийского королевства и высадился в Сицилии. Маргарит со своим флотом был вынужден защищать крепость Палермо. Несмотря на то, что Маргарит был решительно настроен защищать город до конца, жители Палермо капитулировали перед Генрихом VI 20 ноября 1194 года.
Королева-регент Сибилла Ачерра, мать малолетнего Вильгельма III, была вынуждена отречься от короны и признать Генриха королём Сицилии. Вильгельм III, Сибилла, Маргарит и большинство сицилийской знати присутствовали на коронации Генриха VI в Палермском соборе 25 декабря 1194 года. 29 декабря 1194 года Генрих VI объявил о раскрытии широкомасштабного заговора против него, в котором была замешана вся верхушка сицилийской знати. Все участники предполагаемого заговора, в том числе и Маргарит, были арестованы и высланы в Германию. Маргарит умер в заключении в 1197 году.

## Семья
Маргарит был женат на Марине, внебрачной дочери короля Сицилии Вильгельма I. Его сын Гульельмо Толстый стал его преемником в качестве графа Мальты и Гозо, а дочь принесла в приданое своему мужу Кефалонию и Закинф.